# Produktionsstruktur
Produktionsstruktur ist in der Volkswirtschaftslehre das Mengenverhältnis zwischen der Produktion einzelner Wirtschaftszweige und dem gesamten Produktionswert einer Volkswirtschaft.

## Allgemeines
Struktur ist in diesem Zusammenhang die Aufteilung (Disaggregation) einer Gesamtgröße in Teilgrößen, die in sich homogener sind als die Gesamtgröße. Gesamtgröße ist die volkswirtschaftliche Gesamtproduktion, Teilgrößen sind die Produktionsanteile einzelner Wirtschaftszweige an der Gesamtproduktion. Diese Beziehungen können statistisch mit Hilfe so genannter Strukturanteile der einzelnen Wirtschaftszweige erfasst werden.
Auf diese Weise lässt sich die Produktionsstruktur beispielsweise bei der Agrarproduktion untersuchen.

## Klassische Produktionsstrukturmodelle
Die Produktionsstruktur beantwortet die Frage, welches Gut produziert werden soll, die Produktionsfaktorallokation die Frage nach dem wie. Die Allokation der Produktionsfaktoren ist optimal gelöst, wenn die Produktion dem Wirtschaftlichkeitsprinzip folgt, das Problem der Produktionsstruktur ist optimal gelöst, wenn sich die Produktion an den Kundenwünschen orientiert. Die Anpassung der Produktionsstruktur wird von Unternehmen jedoch aus Gründen der Gewinnmaximierung vorgenommen und nicht etwa weil es eine Bedarfsverschiebung bei Kundenwünschen gegeben hat. Da aber die Verbraucher über den Verkauf von Gütern entscheiden, muss die Produktionsstruktur an die Kundenwünsche angepasst werden, so dass das Problem der Produktionsstruktur durch die Konsumentensouveränität gelöst wird.
Gibt es auf einem Markt lediglich zwei Güter, stellt sich die Frage, wie viel von Gut 1 und wie viel von Gut 2 produziert werden soll. Die Produktionsstruktur ist dann optimal, wenn es durch eine Umstrukturierung des Sortiments nicht mehr möglich ist, die Wohlfahrt der Konsumenten zu steigern. Es handelt sich um sehr stark diversifizierte polystrukturelle Produktionsstrukturen. Bei optimaler Produktionsstruktur ist das Wertgrenzprodukt eines Produktionsfaktors bei allen Gütern gleich. Den Gegensatz bilden Produktionsstrukturen, die man als Monostrukturen bezeichnet.
Peter B. Kenen betont die Wahrscheinlichkeit, mit der zwei oder mehrere Staaten durch asymmetrische Schocks getroffen werden. Länder mit sehr stark diversifizierten Produktionsstrukturen werden durch Bedarfsverschiebungen bei einzelnen Gütern allgemein weniger hart getroffen als Länder mit stark konzentrierten Produktionsstrukturen. Tendenziell neigen Klein- und Mittelstaaten zu Monostrukturen, Flächenstaaten besitzen dagegen meist diversifizierte Produktionsstrukturen.
Die Unterscheidung nach horizontaler und vertikaler Produktionsstruktur ist von geringer Bedeutung. Die horizontale Produktionsstruktur betrifft Gütergruppen gleicher Konsumptionsreife, die vertikale bezieht sich auf Gütergruppen unterschiedlicher Konsumptionsreife.

## Betriebswirtschaftslehre
Nur selten findet sich der Begriff der Produktionsstruktur in der Betriebswirtschaftslehre. Sie beinhaltet hier die organisatorische Zuordnung der Fertigungsart (Einzel-, Serien-, Sorrten- und Massenfertigung) und deren räumliche Verknüpfung mit einzelnen Betriebsmitteln im Betrieb.

## Abgrenzung
Die Produktionsstruktur unterscheidet sich von der Wirtschaftsstruktur dadurch, dass letztere alle ökonomischen Größen erfasst und nicht nur den Produktionswert.